# Lopholejeunea horticola
Lopholejeunea horticola är en bladmossart som beskrevs av Victor Félix Schiffner. Lopholejeunea horticola ingår i släktet Lopholejeunea och familjen Lejeuneaceae. Inga underarter finns listade i Catalogue of Life.